# 살만 칸
살만 칸(Salman Khan, 1965년 12월 27일 ~ )은 인도의 배우이다.